# 1580 en musique classique
| \| • Retour à la chronologie générale de la musique classique • \| |
| Grèce • Rome • Haut Moyen Âge • VIIIe siècle • IXe siècle • Xe siècle • XIe siècle XIIe siècle • XIIIe siècle • XIVe siècle • XVe siècle • XVIe siècle • XVIIe siècle XVIIIe siècle • XIXe siècle • XXe siècle • XXIe siècle |
| • Retour à la chronologie générale de la musique classique • |

| Années en musique classique : 1577 - 1578 - 1579 - 1580 - 1581 - 1582 - 1583    |
| Décennies en musique classique : 1550 - 1560 - 1570 - 1580 - 1590 - 1600 - 1610 |

## Œuvres
- Newe kurtzweilige teutsche Lieder, de Jacob Regnart.

## Naissances
Date indéterminée
- Michel Danican Philidor, musicien († 1651).
- Adriana Baroni-Basile, cantatrice italienne († 1640).
- Johannes Hieronymus Kapsberger, compositeur allemand († 17 janvier 1651).

vers 1580 :
- Nicolas Le Vavasseur, compositeur français († 1658).
- André Maugars :  violiste et traducteur français († vers 1645).
- Vincenzo Ugolini, compositeur et chanteur Italien († 6 mai 1638).

## Décès

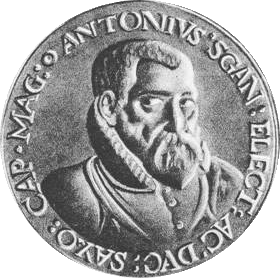
Antonio Scandello

- 18 janvier : Antonio Scandello, maître de chapelle, instrumentiste, et compositeur italien (° 17 janvier 1517).
- 1er avril : Alonso Mudarra, vihueliste, guitariste et compositeur espagnol (° vers 1510).
- 15 septembre : Gerardus van Turnhout, compositeur franco-flamand (° vers 1520).

Date indéterminée :
- Antonio Valente, organiste, claveciniste et compositeur italien, aveugle  (° 1520)
- fin de l'activité de François Roussel, compositeur d’origine probablement franc-comtoise (actif depuis 1540).